# Tumen, Dubrovîțea
Tumen (în ucraineană Тумень) este localitatea de reședință a comunei Tumen din raionul Dubrovîțea, regiunea Rivne, Ucraina.

## Demografie
Componența lingvistică a localității Tumen
     Ucraineană (97%)
     Belarusă (2,65%)
     Alte limbi (0,35%)
Conform recensământului din 2001, majoritatea populației localității Tumen era vorbitoare de ucraineană (97%), existând în minoritate și vorbitori de belarusă (2,65%).